# Дилеммы Ленина
«Дилеммы Ленина: терроризм, война, империя, любовь, революция» (англ. The Dilemmas of Lenin: Terrorism, War, Empire, Love, Revolution) — книга 2017 года, написанная активистом и троцкистом, британско-пакистанским писателем Тариком Али, в которой основное внимание уделяется жизни российского большевистского революционера Владимира Ильича Ленина.

## Содержание
Тарик Али представляет биографию Владимира Ленина с троцкистской точки зрения. Али в предисловии к произведению описывает историческое подчинение российского рабочего класса, крестьян системой самодержавного царского режима, консервативной Русской православной церкви и высших классов общества. Марксизм и социализм имели решающее значение для русских диссидентов, обездоленных и революционеров. Выдающаяся русская социалистическая мысль развивалась в форме анархизма с Михаилом Бакуниным и Петром Кропоткиным, толстовского христианства, русского либерализма, а также философом-марксистом Г. Плехановым. Тарик расширяет этот образ русской мысли до международной привлекательности социализма и марксизма в этот период времени, используя пример исторической популярности социализма в Соединённых Штатах в лице Юджина В. Дебса и Эммы Гольдман.

## Критика
Дэниел Бир из The Guardian дал книге неоднозначную рецензию, похвалив Али за его сочувственное изображение Ленина в контексте политического климата царской России и критикуя его за то, что он воздерживался от критики многих авторитарных и неэтичных действий Ленина во время Гражданской войны в России и в качестве лидера Советского Союза. Аналогичным образом, Шейла Макгрегор из The Socialist Review дала положительную оценку работе, отметив при этом, что в работе, похоже, есть противоречивые темы. Дж. П. О’Мэлли из «The American Conservative» нашёл некоторые аспекты работы Али интересными, но это было «разрозненное дело» из-за «вставки банальных марксистских лозунгов в его работу, когда у него заканчиваются идеи» и «как убеждённый ленинец, Али смотрит на мир через одномерную, чёрно-белую линзу. Есть правильное и неправильное, и настоящая правда. Настоящая истина – это марксизм. Здесь нет особых нюансов, и Али, похоже, считает идеологических оппонентов предателями, лицемерами и обывателями».